# رودولفو روبلس
رودولفو روبلس (بالإسبانية: Rodolfo Robles Valverde)‏ هو طبيب غواتيمالي، ولد في 14 يناير 1878 في كويتزالتنانغو في غواتيمالا، وتوفي في 1939.